# Eugenio Poma Anaguña
Eugenio Poma Anaguña (* 23. Februar 1944 in Sallcapampa, Departamento La Paz, Bolivien) ist Führer der bolivianischen Eingeborenenbewegung, Bischof der Iglesia evangelica metodista en Bolivia und ökumenischer Kirchenpolitiker beim Weltkirchenrat. 2007 wurde er von Präsident Evo Morales zum bolivianischen Botschafter in Dänemark ernannt.